# Tierra de cañones
Terra de canons es una película española de 1999 dirigida por Antoni Ribas

## Argumento
Eduard de Siscart, primogénito de una familia aristocrática, apoya la resistencia contra las fuerzas franquistas por lo que al acabar la Guerra Civil se ve obligado a exiliarse. Por su parte, Conxita Yáñez, una chica de origen humilde, alcanza una buena posición gracias a su implicación en negocios fraudulentos; mantiene, además, un romance con Lluís Rañé, un joven miliciano que también tiene que huir de España. Fruto de esa relación nace Flora. Conxita y Eduard se conocen en una fiesta, se enamoran y se casan, pero su matrimonio no irá bien debido a la vida clandestina que debe llevar Eduard.

## Reparto
- Lorenzo Quinn
- Cristina Pineda
- Mario Guariso
- Anthony Quinn
- Amparo Muñoz
- Antoni Guinart
- Mercè Adalit
- Pepita Alguersuari
- Sydne Rome
- Alexandra d'Olivier
- Carme Capdet
- Josep Mancha
- Manel Castillejos
- Joaquim Dellunde
- Enrique Pérez Matas
- Sandra Duch
- Cristina Fontcuberta
- Elisabeth Alegre
- Ferran Sesé
- María Antonia Melià
- Manel Sans	Manel Sans
- Agustí Sanllehí
- Jaume Llauradó
- Joaquím Castellà
- Josep Lluís Fonoll
- Manuel Bronchud
- Xavier Noms
- Carme Drópez
- Jessica Cogull
- Arantxa Peña
- Daniel Medrán
- Joan Gaspart
- Antoni Ribas
- Marina Rossell
- Ángela Ulloa
- Joan Manuel Murillo